# Хайнрих фон Валдбург-Волфег-Цайл
Хайнрих фон Валдбург-Волфег-Цайл (на немски: Heinrich von Waldburg zu Zeil und Wolfegg; * 1527; † 24 септември 1562) е наследствен „трушсес“ на Валдбург-Волфег-Цайл, господар на Цайл и Волфег.
Той е най-малкият син (седмото дете) на известния немски военен командир „Селския Йорг“, трушсес Георг III фон Валдбург-Волфег-Цайл (1488 – 1531) и втората му съпгуга графиня Мария фон Йотинген-Флокбург (1498 – 1555), дъщеря на граф Йоахим фон Йотинген-Флокберг (1470 – 1520) и принцеса Доротея фон Анхалт-Кьотен (1472 – 1505).
Хайнрих фон Валдбург-Волфег-Цайл умира бездетен на 35 години на 24 септември 1562 г.

## Фамилия
Хайнрих фон Валдбург-Волфег-Цайл се жени 1550 г. за фрайин Катарина фон Фрундсберг (* 1530; † 27 април 1582), дъщеря на фрайхер Каспар фон Фрундсберг-Минделхайм (1501 – 1536) и Маргарета фон Фирмиан († сл. 1548). Бракът е бездетен. 
Вдовицата му Катарина фон Фрундсберг се омъжва втори път на 23 септември 1572 г. за граф Ото Хайнрих фон Шварценберг-Хоенландсберг (* 15 ноември 1535; † 11 август 1590, Мюнхен).